# David Schütter
David Schütter, auch David Schütter-Wieske (* 1991 in Hamburg), ist ein deutscher Schauspieler.

## Leben
David Schütter, der Enkel des Schauspielers, Regisseurs und Theaterleiters Friedrich Schütter, absolvierte von 2009 bis 2012 seine Schauspielausbildung an der Schule für Schauspiel Hamburg. Während seiner Ausbildung war Schütter, der seinen ersten Fernsehauftritt 2008 in der Jugendserie Die Pfefferkörner absolviert hatte, in der ZDF-Serie Da kommt Kalle und als Mitglied einer Jugend-Gang in der ZDF-Krimireihe Stubbe – Von Fall zu Fall (2011) zu sehen.
Sein Kinodebüt gab Schütter unmittelbar nach Abschluss seiner Schauspielausbildung in dem Spielfilm Spieltrieb (2013), in dem er Grüttel, einen Jugendlichen, der zur Freundesclique des 18-jährigen Schülers Alev, des männlichen Protagonisten des Films, gehört, verkörperte.
Es folgten verschiedene Episodenrollen in Fernsehserien. In der RTL-Produktion Der Lehrer (2013) spielte Schütter, an der Seite von Hendrik Duryn, den aus einem reichen Elternhaus stammenden „Problemschüler“ Florian Klosterkämper, der von seinem emotionslosen und leistungsorientierten Vater schulisch unter Druck gesetzt wird.
In dem ZDF-Fernsehfilm Marie Brand und das Mädchen im Ring (2014) verkörperte er einen ehemaligen Straftäter mit markantem Sprachfehler, der an einem Resozialisierungsprogramm teilnehmen muss. Im Hamburger Tatort: Kopfgeld (2014) spielte er den Freund von Kommissar Tschillers Tochter Lenny, der auch im Schweiger-Tatort: Der große Schmerz (2016) an ihrer Seite zu sehen ist.
In dem Spielfilm Porn Punk Poetry (2014), der im April 2014 auch auf arte gezeigt wurde, spielte Schütter die männliche Hauptrolle. Er verkörperte, mit Tattoos, blondierten Haaren und Irokesenschnitt den 27-jährigen „Damon“, der als Stricher arbeitet, mittlerweile aber zu alt für diese schwule Szene geworden ist und an einem Wendepunkt seines Lebens steht, als er die junge Russin Emma kennenlernt. Schütter stellte „eine Seele zwischen Härte und Romantik“ dar. Der Film wurde u. a. beim Kinofest Lünen gezeigt. 2015 wurde Schütter für seine Darstellung in Porn Punk Poetry beim Kurzfilm-Festival Un festival c'est trop court! in Nizza in der Kategorie „Bester Männlicher Darsteller“ ausgezeichnet.
In der Sat.1-Fernsehserie Josephine Klick – Allein unter Cops (2014) übernahm er eine durchgehende Serienrolle als Kommissaranwärter Ewald Persike. In dem Spielfilm Wir sind jung. Wir sind stark., der im Januar 2015 in die deutschen Kinos kam und die Ausschreitungen in Rostock-Lichtenhagen am 24. August 1992 thematisiert, war Schütter in der Rolle des jungen Neo-Nazis Sandro der Anführer einer Gruppe von Jugendlichen, die in einer trostlosen Plattenbausiedlung leben.
In dem Tatort-Krimi Das Muli (2015), dem ersten Fall des Berliner Ermittlerteams Rubin und Karow, war Schütter als Handlanger und Gehilfe des Unterwelt-Bosses Andi Berger (Robert Gallinowski) zu sehen. In der 4. Staffel der ZDF-Fernsehserie Letzte Spur Berlin spielte er in zwei Folgen den jungen Justizvollzugsbeamten Anatol Kröger, der zu dem bestialischen Serienmörder Uwe Lehmann (Peter Schneider) eine emotionale Beziehung aufbaut und ihn „krankhaft“ bewundert.
In dem Kinofilm Offline – Das Leben ist kein Bonuslevel, der im Januar 2016 Premiere auf dem Max Ophüls Festival hatte, verkörperte er einen markanten, attraktiven Selfmademan und Schreiner, der abgeschieden in einer Scheune im Schwarzwald lebt, die Hektik, den Stress und das Karrieredenken der Wegwerfgesellschaft ablehnt und somit den Gegenentwurf zur „Generation Internet“ darstellt.
In dem Märchenfilm Rübezahls Schatz, der im Dezember 2017 im ZDF-Weihnachtsprogramm erstausgestrahlt wurde, war Schütter der Schuhmacher-Lehrling Erik. In Jakob Lass’ Hamburger Kiez-Komödie So was von da (2018) spielte er, an der Seite von Niklas Bruhn, den Geschäftsführer eines Clubs auf St. Pauli. In der Fernsehserie 4 Blocks (2018) hatte Schütter als junger „Immobilienhai“ Matthias Keil eine der Hauptrollen. In dem zweiteiligen TV-Thriller Walpurgisnacht – Die Mädchen und der Tod (2019) verkörperte Schütter den Hobby-Fotografen Alex Zimmermann, der als möglicher Frauenhasser unter Tatverdacht gerät. In dem ARD-Mehrteiler Unsere wunderbaren Jahre, der im März 2020 auf Das Erste ausgestrahlt wurde, stand er als kommunistischer Fabrikarbeiter Tommy an der Seite von Katja Riemann, Anna Maria Mühe, Elisa Schlott, Franz Hartwig und Ludwig Trepte vor der Kamera. In der 3. Staffel der ZDF-Serie SCHULD nach Ferdinand von Schirach (2019) übernahm Schütter, an der Seite von David Bennent, eine Episodenrolle als Mithäftling Piet.
In der Netflix-Serie Barbaren, die Ende 2020 Premiere hatte, übernahm Schütter als Folkwin Wolfspeer eine der drei Hauptrollen. In der sechsteiligen Event-Miniserie Westwall (2021) spielte er einen radikalisierten Rechten. Im Kinofilm In einem Land, das es nicht mehr gibt (2022) war er in der Rolle des rebellischen Fotografen Coyote zu sehen und gewann für seine Darstellung gemeinsam mit Marlene Burow und Sabin Tambrea den Günther-Rohrbach-Darstellerpreis.
Im Oktober 2024 wurde er Mitglied der Deutschen Filmakademie. Schütter lebt in Berlin.

## Auszeichnungen
- 2017: Günter-Strack-Fernsehpreis für seine Rolle des Pepe in Strawberry Bubblegums
- 2022: Günter-Rohrbach-Filmpreis – Darstellerpreis für In einem Land, das es nicht mehr gibt gemeinsam mit Marlene Burow und Sabin Tambrea[18][19]
- 2023: Deutsches Fernsehkrimi-Festival – Sonderpreis Bester Darsteller für seine Rolle in Die Macht der Frauen[20]

## Filmografie (Auswahl)
- 2009: Die Pfefferkörner (Fernsehserie; Folge: Foulspiel)
- 2010: Da kommt Kalle (Fernsehserie; Folge: Baby an Bord)
- 2011: Die Pfefferkörner (Fernsehserie; Folge: Eigentor)
- 2011: Stubbe – Von Fall zu Fall: Der Stolz der Familie (Fernsehfilm)
- 2012: Küstenwache (Fernsehserie; Folge: Unter dem Totenkopf)
- 2013: Spieltrieb
- 2013: In aller Freundschaft (Fernsehserie; Folge: Überdruck)
- 2013: Alles Klara (Fernsehserie; Folge: Laubenpieper)
- 2013: Großstadtrevier (Fernsehserie; Folge: Der zweite Mann)
- 2013: Tatort: Feuerteufel (Fernsehfilm)
- 2013: Der Lehrer (Fernsehserie; Folge: Wieder so ein fieser Vollmer-Trick)
- 2014: Marie Brand und das Mädchen im Ring (Fernsehfilm)
- 2014: Tatort: Kopfgeld (Fernsehfilm)
- 2014: Küstenwache (Fernsehserie; Folge: Gefährlicher Beifang)
- 2014: SOKO Köln (Fernsehserie; Folge: Eine Frage der Gerechtigkeit)
- 2014: Porn Punk Poetry
- 2014: Josephine Klick – Allein unter Cops (Fernsehserie, 6 Episoden)
- 2014: Terra X: Alexander der Große
- 2014: Wir sind jung. Wir sind stark.
- 2015: Weinberg (Fernsehserie)
- 2015: Tatort: Der große Schmerz (Fernsehfilm)
- 2015: Alarm für Cobra 11 – Die Autobahnpolizei (Fernsehserie; Folge: Angst)
- 2015: Tatort: Das Muli (Fernsehfilm)
- 2015: Letzte Spur Berlin (Fernsehserie; Folge: Monster 1/2)
- 2016: Offline – Das Leben ist kein Bonuslevel
- 2016: Unsere Zeit ist jetzt
- 2016: Das kalte Herz
- 2016: Strawberry Bubblegums
- 2016: Vier gegen die Bank
- 2017: Der Kriminalist (Fernsehserie; Folge: Der verlorene Sohn)
- 2017: Der Gutachter – Ein Mord zu viel (Fernsehfilm)
- 2017: Der Reichstag – Geschichte eines deutschen Hauses
- 2017: Rübezahls Schatz (Fernsehfilm)
- 2018: So was von da
- 2018: Werk ohne Autor
- 2018: Klassentreffen 1.0
- 2018: 4 Blocks (Fernsehserie)
- 2018: Trautmann – Geliebter Feind
- 2019: Walpurgisnacht – Die Mädchen und der Tod (Fernsehfilm)
- 2019: 8 Tage (Fernsehserie)
- 2019: SCHULD nach Ferdinand von Schirach (Fernsehserie; Folge: Der kleine Mann)
- 2019: Sweethearts
- 2019: 3 Engel für Charlie (Charlie’s Angels)
- 2020: Persischstunden
- 2020: Unsere wunderbaren Jahre (Fernsehfilm)
- 2020: Barbaren (Fernsehserie)
- 2021: Para – Wir sind King (Fernsehserie)
- 2021: Westwall (Fernsehserie)
- 2022: In einem Land, das es nicht mehr gibt
- 2024: Letzte Spur Berlin (Fernsehserie; Folge: Luftschlösser)
- 2024: Herrhausen – Der Herr des Geldes